# معبد روتکو
معبد روتکو (انگلیسی: Rothko Chapel) یک معبد ناوابسته‌به‌مذهب (non-denominational) است که سال ۱۹۷۱ به‌دست جان و دومنیک دو منیل در هیوستون بنیان‌گذاری شد. این بنای هشت‌وجهی که دیوارهای داخلش با چهارده نقاشیِ مشکیِ رنگ‌سایه‌دار از مارک روتکو تزئین شده، خود اثری مهم از هنر و معماری مدرن شمرده‌می‌شود.
معماری بنا در شکلی شبیه صلیب یونانی محاط شده و تأثیرگرفته از نقاشی‌های مارک روتکوست؛ معماران اصلی بنا خود روتکو و فیلیپ جانسون هستند. مجسمهٔ آبلیسک شکسته اثر بارنت نیومن در محوطهٔ خارجی معبد قرار گرفته و قطعه‌موسیقیِ تحسین‌شده‌ای از مورتون فلدمن به نام «معبد روتکو» نیز داخل موزه پخش می‌شود.